# ویلای نمازی
ویلای نمازی خانه مربوط به دوره محمدرضا پهلوی در تهران است.

## موقعیت
این بنا در شهرستان شمیرانات، خیابان شهید باهنر (نیاوران)، خیابان عمار، پلاک ۱۰ واقع شده‌است.

## ساخت
این ویلا به سفارش شفیع نمازی، فرزند مهدی نمازی نماینده مجلس شورای ملی و مجلس سنای ایران بین سال‌های ۱۹۵۷ تا ۱۹۶۴ میلادی ساخته شده است.

## معماری
این اثر به همراه ساختمان شورای برنامه‌ریزی و توسعه عراق در بغداد، تنها آثار جو پونتی، معمار ایتالیایی در خاورمیانه هستند. نمای نورگیر این بنا با سرامیک‌نگاری فاستو ملوتی هنرمند ایتالیایی تزئین گردیده است.

## ثبت در آثار ملی ایران
این بنا در تاریخ ۲۲ آبان ۱۳۸۶ با شماره ثبت ۲۰۱۵۴ به عنوان یکی از آثار ملی ایران به ثبت رسیده است.

## تخریب
در آذر ۱۳۹۵ با رای شعبه اول دادگاه تجدید نظر دیوان عدالت اداری ایران از فهرست آثار ملی ایران خارج شد تا به جای این بنا یک هتل ۲۰ طبقه ساخته شود.